# شتوتغارت كيكرز
نادي شتوتغارت كيكرز الرياضي (بالألمانية: Sportverein Stuttgarter Kickers) هو نادي كرة قدم ألماني مقره في مدينة شتوتغارت بولاية بادن-فورتمبيرغ ويلعب في دوري الدرجة الرابعة، تأسس النادي في 21 سبتمبر 1899. ويترأسه د. لاينر لورتس.

## الإنجازات
- الدوري الألماني الدرجة الأولى

الوصيف (مرة واحدة) عام: 1908
- الدوري الألماني الدرجة الرابعة

البطل (3 مرات) أعوام: 1908، 1913، 1917
- كأس ألمانيا

الوصيف (1) عام: 1987
- كأس فورتمبيرغ

البطل (مرتين) عامي: 2005، 2006
الوصيف (مرتين) عامي: 2003، 2014